# マティルド・ド・フランス
マティルド・ド・フランス（フランス語：Mathilde de France, 943年 - 981年11月26日/982年1月27日）は、ブルグント王コンラートの王妃。

## 生涯
マティルドは西フランク王ルイ4世とゲルベルガ・フォン・ザクセン（神聖ローマ皇帝オットー1世の妹）との間に943年に生まれた。マティルドが生まれた頃にはすでにカロリング家の権力は弱体化していた。父ルイ4世は治世の安定のため東フランク王女と結婚し、一方でノルマンディー公や敵対するロベール家のユーグ大公と争った。
954年にマティルドの兄ロテールが西フランク王位を継承し、母ゲルベルガが摂政となった。964年、マティルデは937年よりブルグント王となっていたコンラートと結婚した。コンラートは962年以降、マティルドの伯父でコンラートの姉アーデルハイトの夫でもあった神聖ローマ皇帝オットー1世の支援に大きく頼っていた。マティルドは持参金として、兄ロテールから譲られたヴィエンヌをコンラートにもたらした。
マティルドは981年または982年に夫より先に死去し、ヴィエンヌ大聖堂に埋葬された。

## 子女
- ゲルベルガ（965/6年 - 1019年） - ヴェルル伯ヘルマン1世（ドイツ語版）と結婚、シュヴァーベン大公ヘルマン2世と再婚。
- ベルタ（965/7年 - 1010年） - ブロワ伯ウード1世と結婚、フランス王ロベール2世と再婚[1]（1000年離婚）。
- ルドルフ3世（970年 - 1032年） - ブルグント王（在位：993年 - 1032年）
- マティルデ（975年 - ?） - ジュネーヴ伯ロベールと結婚